# Седлари
Седлари е село в Южна България. То се намира в община Момчилград, област Кърджали.

## Население
Численост и дял на етническите групи според преброяването на населението през 2011 г.:
|                     | Численост | Дял (в %) |
| Общо                | 192       | 100,00    |
| Българи             | 0         | 0,00      |
| Турци               | 162       | 84,37     |
| Цигани              | 0         | 0,00      |
| Други               | 0         | 0,00      |
| Не се самоопределят | 0         | 0,00      |
| Неотговорили        | 29        | 15,10     |

## Културни и природни забележителности
Село Седлари е известно със средновековната си Могила и красотата на балкана Бекдембир.